# Petalocephala scutellaris
Petalocephala scutellaris är en insektsart som beskrevs av Rauno E. Linnavuori 1972. Petalocephala scutellaris ingår i släktet Petalocephala och familjen dvärgstritar. Inga underarter finns listade i Catalogue of Life.